# Yvonne Sylvain
Yvonne Sylvain (28 de junio de 1907 - 3 de octubre de 1989) fue una médica, sufragista y feminista haitiana, la primera médica de Haití. También fue la primera mujer aceptada en la Facultad de Medicina de la Universidad de Haití, obteniendo el título de médica en 1940. Después de graduarse, trabajó como especialista en obstetricia y ginecología en el Hospital General de Puerto Príncipe. Como la primera mujer practicante de medicina de Haití, jugó un papel importante en la provisión de mejores accesos médicos y herramientas para los ciudadanos haitianos. Entre sus otros logros, fue una de las voces que lucharon por la igualdad física, económica, social y política de las mujeres de su país.

## Biografía
Hija de Eugénie Mallebranche y del poeta y diplomático Georges Sylvain, un activista haitiano y una importante figura de resistencia contra la ocupación estadounidense de Haití, fue fuertemente Influenciada por este último. Asistió a École Normale d'institutrices, donde se graduó y comenzó a trabajar como profesora. A la edad de 28 años, fue la primera mujer aceptada en la escuela de medicina de la Universidad de Haití y obtuvo su título de médica en 1940. Luego, recibió una beca de la Oficina Interamericana de Salud y fue admitida en la Facultad de Medicina de la Universidad de Columbia. Tres años después de su internado, trabajó en el New York Post-Graduate Medical School and Hospital con una beca de la Oficina Sanitaria Panamericana.

### Carrera
Sylvain hizo diversas contribuciones al campo de la medicina e inspiró a otras mujeres haitianas a seguir sus pasos. En 1953, trece años después que se graduara, ocho mujeres ya habían recibido su título de doctor en medicina de la Universidad de Haití y estaban ejerciendo en tal país. En ese momento, dicha casa de estudios superiores tenía 241 estudiantes inscritos en la carrera de medicina, 17 de las cuales eran mujeres.
Tras su graduación, trabajó durante varios años en el Hospital General en labores de obstetricia y ginecología. La alta tasa de mortalidad en Haití la inspiró a ser médica. Fue una profesional apasionada por los problemas de salud inmediatos que aquejaban a los haitianos: esterilidad, superpoblación y cáncer. También se convirtió en profesora de medicina en la Universidad de Haití. Publicó diversos artículos en revistas médicas y continuó investigando sobre los problemas de salud letales que ocurrían en la isla.
Ocupó el cargo de Vicepresidenta de la Fundación Haitiana para la Salud y la Educación. En tal puesto, gestionó la adquisición de equipos de rayos X y otro equipamiento médico para diagnosticar el cáncer, buscando una reducción en la tasa de fallecimientos por esa causa en el país. Fue parte de la Liga Haitiana contra el Cáncer y ayudó a introducir la prueba de Papanicolaou para la detección del cáncer uterino. Creó un comité especial que ayudó a recaudar fondos en Francia y en la diáspora haitiana para un nuevo hospital en Frères, a diez minutos de Pétionville, para proporcionar acceso médico a una comunidad de más de 100 000 habitantes. Mostrando compromiso con la causa, permaneció como vicepresidenta de la Fundación Haitiana de Salud y Educación hasta el día de su muerte.
Con su organización mejorando hospitales, comenzó a trabajar como delegada en salud pública, especialmente en el ámbito de la investigación y salud reproductiva para la Organización Mundial de la Salud (OMS). También asesoró a países africanos como Nigeria y Senegal, y trabajó como médica en Costa Rica.

### Arte
Promovió activamente la cultura haitiana a través de su arte. Recibió instrucción de Normil Charles e influencias de Petion Savain. Incursionó en los campos de la pintura, la escritura, crítica de arte, el teatro e incluso la animación por radio. Además, fue una gestora cultural relevante. En 1932, ya había exhibido más de treinta óleos y dibujos; pero tras la muerte de su madre, decidió seguir estudios en medicina a los 28 años.

## Activismo
Participó activamente en el movimiento por el sufragio femenino a través de la Ligue Féminine d'Action Sociale, organización que ayudó a las mujeres haitianas a votar en 1950. También publicó artículos sobre temas de salud pública en la revista La Voix des Femmes.